# فرودگاه سواکوپاند
فرودگاه سواکوپاند  (به انگلیسی: Swakopmund Airport) یک فرودگاه همگانی با کد یاتا SWP است که یک باند فرود آسفالت دارد و طول باند آن ۱۶۰۰ متر است. این فرودگاه در کشور نامیبیا قرار دارد و در ارتفاع ۵۲ متری از سطح دریا واقع شده است.